# Équipe d'Angleterre des moins de 20 ans de football
Maillots
Actualités
L'équipe d'Angleterre de football des moins de 20 ans est une sélection de joueurs de moins de 20 ans au début des deux années de compétition placée sous la responsabilité de la Fédération anglaise de football.

## Parcours en compétition internationale

### Coupe du monde des moins de 20 ans
| Coupe du monde des moins de 20 ans | Coupe du monde des moins de 20 ans | Coupe du monde des moins de 20 ans | Coupe du monde des moins de 20 ans | Coupe du monde des moins de 20 ans | Coupe du monde des moins de 20 ans | Coupe du monde des moins de 20 ans | Coupe du monde des moins de 20 ans |
| Année                              | Tour                               | J                                  | G                                  | N                                  | P                                  | Bp                                 | Bc                                 |
| ---------------------------------- | ---------------------------------- | ---------------------------------- | ---------------------------------- | ---------------------------------- | ---------------------------------- | ---------------------------------- | ---------------------------------- |
| 1977                               | Non qualifiée                      | -                                  | -                                  | -                                  | -                                  | -                                  | -                                  |
| 1979                               | Non qualifiée                      | -                                  | -                                  | -                                  | -                                  | -                                  | -                                  |
| 1981                               | 4e                                 | 6                                  | 2                                  | 2                                  | 2                                  | 9                                  | 7                                  |
| 1983                               | Non qualifiée                      | -                                  | -                                  | -                                  | -                                  | -                                  | -                                  |
| 1985                               | Premier tour                       | 3                                  | 0                                  | 1                                  | 2                                  | 2                                  | 5                                  |
| 1987                               | Non qualifiée                      | -                                  | -                                  | -                                  | -                                  | -                                  | -                                  |
| 1989                               | Non qualifiée                      | -                                  | -                                  | -                                  | -                                  | -                                  | -                                  |
| 1991                               | Premier tour                       | 3                                  | 0                                  | 2                                  | 1                                  | 3                                  | 4                                  |
| 1993                               | Troisième                          | 6                                  | 3                                  | 2                                  | 1                                  | 6                                  | 4                                  |
| 1995                               | Non qualifiée                      | -                                  | -                                  | -                                  | -                                  | -                                  | -                                  |
| 1997                               | Huitième de finale                 | 4                                  | 3                                  | 0                                  | 1                                  | 9                                  | 3                                  |
| 1999                               | Premier tour                       | 3                                  | 0                                  | 0                                  | 3                                  | 0                                  | 4                                  |
| 2001                               | Non qualifiée                      | -                                  | -                                  | -                                  | -                                  | -                                  | -                                  |
| 2003                               | Premier tour                       | 3                                  | 0                                  | 1                                  | 2                                  | 0                                  | 2                                  |
| 2005                               | Non qualifiée                      | -                                  | -                                  | -                                  | -                                  | -                                  | -                                  |
| 2007                               | Non qualifiée                      | -                                  | -                                  | -                                  | -                                  | -                                  | -                                  |
| 2009                               | Premier tour                       | 3                                  | 0                                  | 1                                  | 2                                  | 1                                  | 6                                  |
| 2011                               | Huitième de finale                 | 4                                  | 0                                  | 3                                  | 1                                  | 0                                  | 1                                  |
| 2013                               | Premier tour                       | 3                                  | 0                                  | 2                                  | 1                                  | 3                                  | 5                                  |
| 2015                               | Non qualifiée                      | -                                  | -                                  | -                                  | -                                  | -                                  | -                                  |
| 2017                               | Vainqueur                          | 7                                  | 6                                  | 1                                  | 0                                  | 12                                 | 3                                  |
| 2019                               | Non qualifiée                      | -                                  | -                                  | -                                  | -                                  | -                                  | -                                  |
| 2023                               | Huitième de finale                 | 4                                  | 2                                  | 1                                  | 1                                  | 5                                  | 4                                  |
| 2025                               | Non qualifiée                      | -                                  | -                                  | -                                  | -                                  | -                                  | -                                  |
| Total                              | 12/24                              | 49                                 | 16                                 | 16                                 | 17                                 | 50                                 | 48                                 |

## Sélection

### Effectif actuel
Les joueurs suivants ont été appelés pour disputer une série de matchs amicaux contre le Chili, le Maroc et l'Australie les 21, 24 et 27 septembre 2022 respectivement.
Gardiens
- Matthew Cox
- Harvey Davies
- Teddy Sharman-Lowe

Défenseurs
- Finley Burns
- Callum Doyle
- Ronnie Edwards
- Bashir Humphreys
- Brooke Norton-Cuffy
- Daniel Oyegoke
- Reece Welch

Milieux
- James Balagizi
- Carney Chukwuemeka
- Tim Iroegbunam
- Charlie Patino
- Aaron Ramsey
- Alex Scott
- Harvey Vale

Attaquants
- Liam Delap
- Malcolm Ebiowei
- Samuel Edozie
- Samuel Iling-Junior
- Daniel Jebbison
- Dane Scarlett

## Palmarès
- Coupe du monde des moins de 20 ans (1) :
  - Vainqueur en 2017.
  - Troisième en 1993.